# Xerochlora hyperalla
Xerochlora hyperalla är en fjärilsart som beskrevs av Louis Beethoven Prout 1933. Xerochlora hyperalla ingår i släktet Xerochlora och familjen mätare. Inga underarter finns listade i Catalogue of Life.